# Ordine militare della croce
L'Ordine militare della croce è un'onorificenza dell'Armenia.

## Storia
L'onorificenza è stata istituita il 22 aprile 1994.

## Classi
L'Ordine dispone delle seguenti classi di benemerenza:
- I classe
- II classe

| Insegne   | Insegne  |
| --------- | -------- |
|           |          |
| Nastri    |          |
| II classe | I classe |

## Assegnazione
La I Classe è assegnata:
- ai membri delle Forze Armate e delle altre truppe della Repubblica di Armenia per l'aver dimostrato nella difesa della patria eccezionale coraggio;
- agli altri per premiare un contributo significativo alla difesa;
- ai comandanti delle Forze Armate e delle altre truppe della Repubblica di Armenia per i notevoli progressi compiuti durante i combattimenti.

La II Classe è assegnata:
- a soldati e comandanti delle Forze Armate e delle altre truppe della Repubblica di Armenia per l'esecuzione di abili di missioni di combattimento, e agli altri per il loro significativo contributo alla loro attuazione;
- ai dipendenti del Ministero dell'Interno, dell'Amministrazione statale della sicurezza nazionale, delle autorità doganali della Repubblica di Armenia, così come alle altre persone per il coraggio personale nella tutela dell'ordine pubblico.

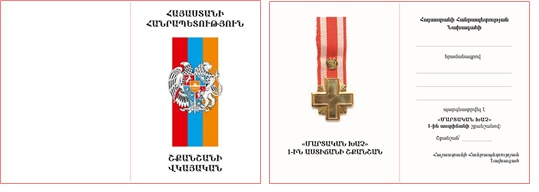
Documento di attestazione della I Classe

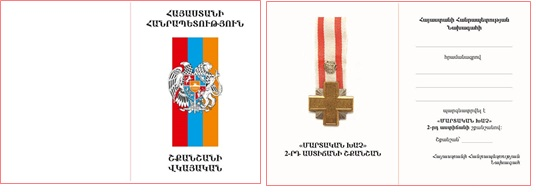
Documento di attestazione della II Classe

## Insegne
- L'insegna è parzialmente dorata per la II classe e interamente dorata per la I classe.
- Il nastro della II classe è bianco con due strisce rosse mentre è rosso con due strisce bianche per la I classe.